# Хърсово (област Шумен)
Вижте пояснителната страница за други значения на Хърсово.
Хърсово е село в Североизточна България. То се намира в община Никола Козлево, област Шумен.

## География
Хърсово се намира на около 40 км североизточно от Шумен. Граничи със селата Крива река, Ружица, Каравелово и Красен дол. Разположено е върху високо издигната и силно пресечена част от Лудогорието, по западния склон на възвишението Станата. Теренът между реките Канъгьол и Хърсовска се отличава с къси и тесни ридове, насочени на североизток и северозапад. Освен котловинния релеф, отличителен белег на физикогеографския облик на селото е богатството на широколистни гори и плодородни почви.

## История и археология
В околностите на селото са описани десет обекта - тракийско и средновековно селище, антично селище, средновековно селище, два тракийски некропола, три могили, пещ за топене на желязо, както и селище с неизяснена датировка.
През 1962 г. в околностите на Хърсово, случайно са открити два гроба с трупополагане, които са отнесени към археологическия период на средновековието. От гробния инвентар на единия в Историческия музей в Шумен постъпва желязно ножче, бронзова обеца, украсена с кухи сфери и две сребърни гривни. Счита се, че тези находки са сред най-представителните женски накити, свързани с дохристиянската култура на Дунавските българи.

## Население
Численост на населението според преброяванията през годините:
| \| Година на преброяване \| Численост \| \| --------------------- \| --------- \| \| 1934 \| 953 \| \| 1946 \| 1013 \| \| 1956 \| 885 \| \| 1965 \| 920 \| \| 1975 \| 886 \| \| 1985 \| 611 \| \| 1992 \| 510 \| \| 2001 \| 440 \| \| 2011 \| 307 \| \| 2021 \| 255 \| |           |
| Година на преброяване | Численост |
| 1934 | 953       |
| 1946 | 1013      |
| 1956 | 885       |
| 1965 | 920       |
| 1975 | 886       |
| 1985 | 611       |
| 1992 | 510       |
| 2001 | 440       |
| 2011 | 307       |
| 2021 | 255       |

### Етнически състав

#### Преброяване на населението през 2011 г.
Численост и дял на етническите групи според преброяването на населението през 2011 г.:
|                     | Численост | Дял (в %) |
| Общо                | 307       | 100.00    |
| Българи             | 88        | 28.66     |
| Турци               | 214       | 69.70     |
| Цигани              | ?         | ?         |
| Други               | ?         | ?         |
| Не се самоопределят | ?         | ?         |
| Неотговорили        | –         | –         |

## Културни и природни забележителности
В селото има православен храм „Св. Параскева“ построен през 1886 г. В добро състояние е. Свещеник на селото е прот. Андрей Стефанов от гр. Нови пазар.
Читалището се казва „Пробуда“. Построено е през 1909 година. Разполага с богат фонд от книги.
Най-посещаваната местност се казва „Чибуклията“ – има голяма чешма с лековита вода.